# Polymona rubescens
Polymona rubescens är en fjärilsart som beskrevs av Hans Rebel 1948. Polymona rubescens ingår i släktet Polymona och familjen tofsspinnare. Inga underarter finns listade i Catalogue of Life.